# Gunderedo
Gudrød o Gunrod (castellano: Gunderedo; nórdico antiguo: Guðrǫðr) (m. 970) fue un caudillo vikingo noruego considerado rey del mar (sækonungr) que desde sus bases permanentes en el Loira lanzó sangrientas incursiones en las costas cantábricas de la península ibérica con cien naves armadas en el 968, asentándose en Galicia durante un año entero. Posiblemente Gunderedo tenía parentesco familiar, primo o hermano, con Harald II de Noruega.
En marzo de 968 Gunderedo llega a las puertas de Compostela, el obispo Sisnando Menéndez se encargó de la defensa y el 29 de marzo de 968 se enfrentó a los vikingos en la batalla de Fornelos, fue derrotado y murió de un flechazo. Los vikingos entraron en la ciudad sin más resistencia.
El conde Gonzalo Sánchez terminó con la aventura vikinga en el año 970 lanzando un ataque con un poderoso ejército que venció a los nórdicos en cruenta batalla y tras capturar a Gunderedo y los supervivientes de su flota, los pasó a todos a cuchillo. Una respuesta tan sangrienta probablemente se debió a que en el siglo X se llegó a decir que, vistos los precedentes de expediciones previas, el vikingo era peor enemigo que el moro.